# Marcantonio Dal Verme

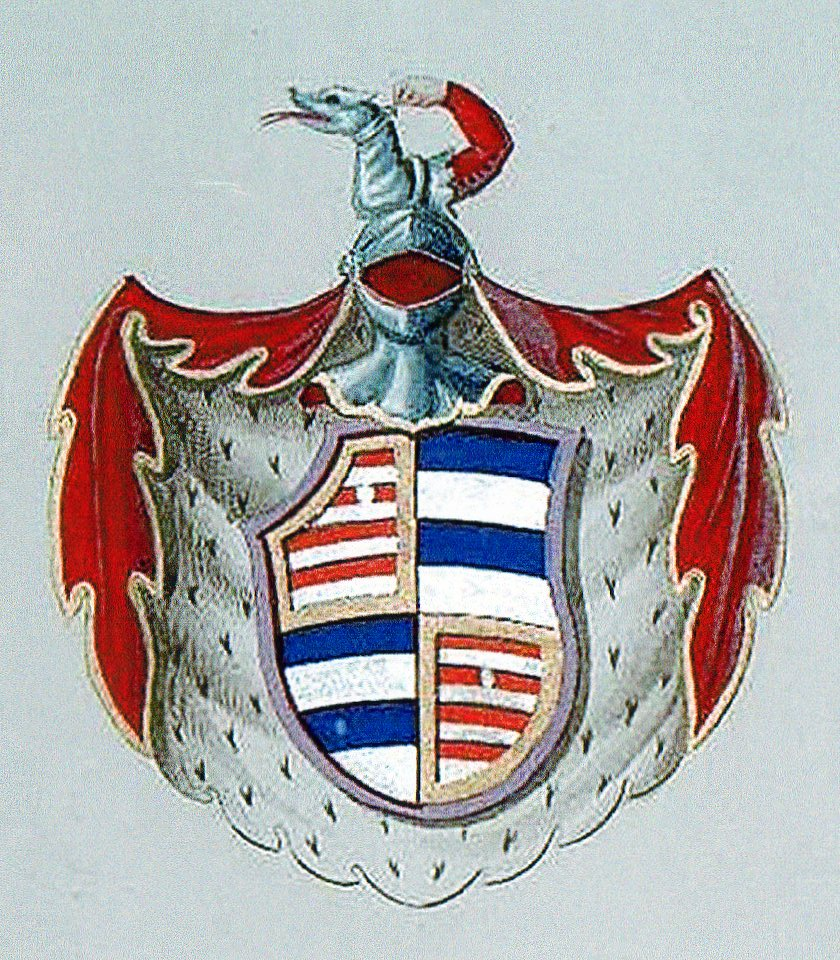
Stemma dei Dal Verme

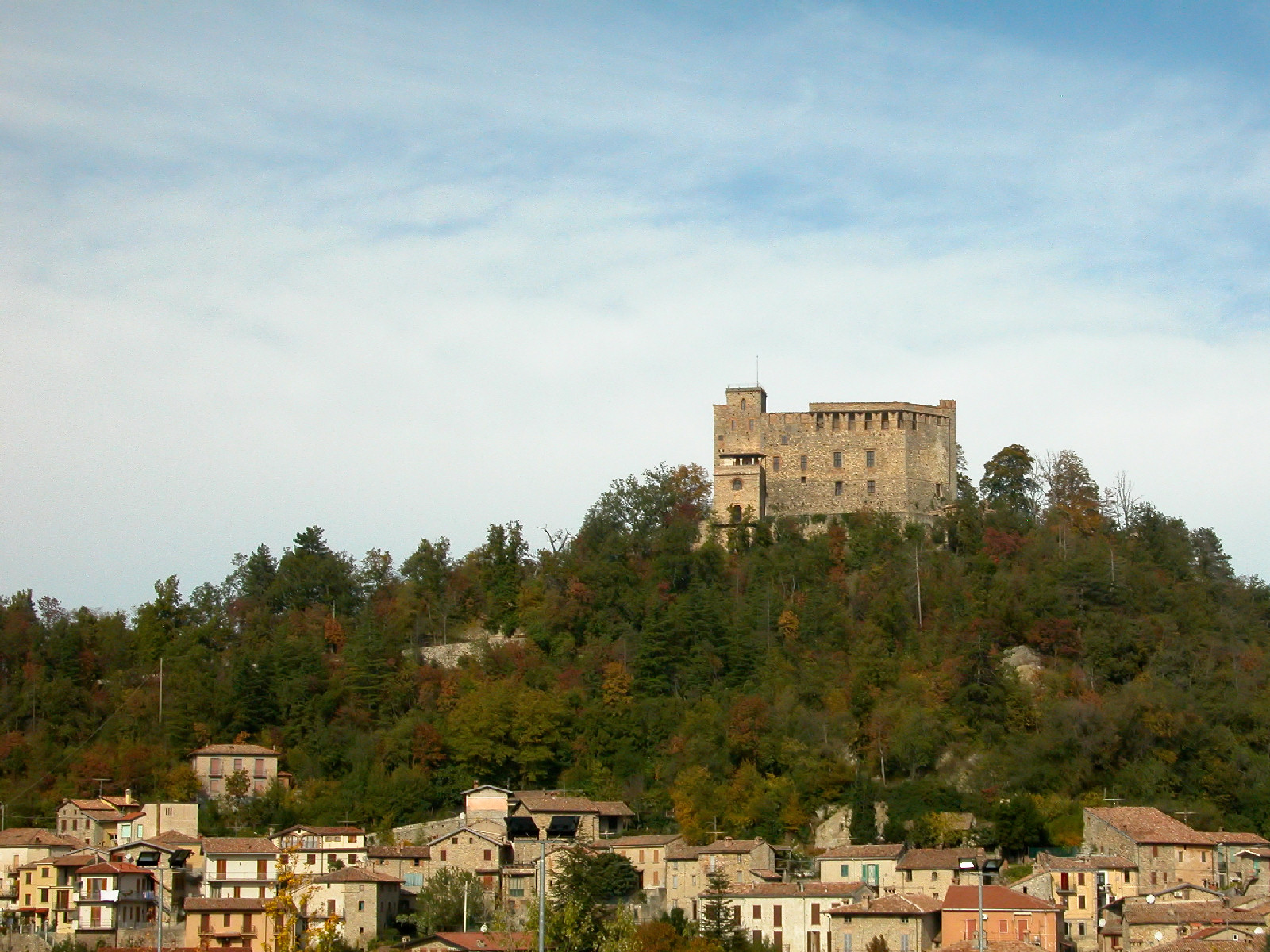
Castello di Zavattarello

Marcantonio Dal Verme (... – Voghera, 21 gennaio 1538) è stato un condottiero italiano, conte di Sanguinetto.

## Biografia
Era figlio del condottiero Taddeo Dal Verme (?-1493) e di Beatrice Anguissola.
Dopo la spoliazione dei feudi dello zio conte Pietro e del padre nel 1485 da parte di Ludovico il Moro e la morte avvenuta nel 1493, il duca di Milano, temendo una reazione da parte di Marcantonio, cercò di catturarlo, ma questi riparò a Voghera. Un bando del 1495 dello Sforza lo condannò a morte e confiscò i beni allodiali del Dal Verme. 
Nel 1499 il Moro recuperò la fiducia di Marcantonio Dal Verme restituendogli tutte le proprietà: il Dal Verme si schierò col duca, mentre Milano veniva occupata dai francesi. Luigi XII di Francia emise un bando contro Marcantonio per essersi schierato contro la Francia. Ritiratosi nei suoi feudi, venne inviato contro i Dal Verme Carlo II d'Amboise, a quel tempo governatore di Milano. Il re, nel 1501, dichiarò Marcantonio ribelle ed emise un bando di condanna a morte, con conseguente confisca di tutti i beni, che vennero assegnati a Luigi II di Lussemburgo (1467-1503), conte di Ligny. 
Marcantonio riuscì a salvare la vita e si rivolse all'imperatore Massimiliano I d'Asburgo, che nel 1502 confermò il Dal Verme nei suoi possedimenti. Con la Lega Santa voluta da papa Giulio II contro il re Luigi XII, Marcantonio Dal Verme venne nominato commissario generale della Lega e affiancato al legato pontificio cardinale Matteo Schiner. Con la cacciata dei francesi dalla Lombardia, la fortuna arrise anche a Marcantonio, che si vide ritornare in possesso del patrimonio familiare, anche per disposizione di papa Leone X. 
Con la vittoria francese del 1515 nella battaglia di Marignano, che vide nuovamente il loro ritorno in Lombardia, Marcantonio fu spogliato per la terza volta dei averi. 
Visse ramingo sino al 1521, quando l'imperatore Carlo V, prevalendo sui francesi, dichiarò nulle le confische dei beni dei Dal Verme, così come papa Clemente VII per le loro proprietà all'interno dello Stato della Chiesa. il nuovo duca di Milano Francesco II Sforza nominò Marcantonio nel 1532 nel Consiglio segreto. Nel 1533 provvide alla divisione dei feudi col fratello Federico (?-1540): a Marcantonio toccò Voghera e Zavattarello.
Morì a Voghera nel 1538.
Da Marcantonio discesero i rami di Milano e Voghera.

## Discendenza
Marcantonio sposò Ippolita Visconti Borromeo, figlia di Ludovico Visconti Borromeo, ed ebbero quattro figli:
- Luigi (1517-1541)
- Bianca, sposò Cesare Maggi (?-1561), tesoriere del ducato di Milano
- Francesco (?-1578), sposò Ottavia Lampugnani
- Pierantonio (?-1580), sposò Elisa Lignana Gattinara

Marcantonio ebbe anche quattro figli naturali:
- Beatrice
- Annibale (?-1535)
- Paola, sposò Francesco Anguissola
- Luigi (?-1567), sposò Gasparo Olevano